# Boubacar Kamara
Boubacar Bernard Kamara (Marsella, Francia, 23 de noviembre de 1999) es un futbolista francés que juega de centrocampista en el Aston Villa F. C. de la Premier League de Inglaterra.

## Trayectoria
Tras formarse como futbolista desde 2005 en la disciplina del Marsella, finalmente en 2016 ascendió al segundo equipo, con el que llegó a disputar 27 partidos. El 13 de diciembre de 2016 debutó con el primer equipo en un encuentro de la Copa de la Liga de Francia 2016-17 contra el F. C. Sochaux-Montbéliard tras reemplazar a Hiroki Sakai. Su primer partido de liga se produjo el 29 de octubre de 2017 contra el Lille O. S. C. Un mes antes, el 14 de septiembre, jugó contra el Konyaspor en la Liga Europa de la UEFA.
Puso fin a su etapa en Marsella una vez expiró su contrato al término de la temporada 2021-22 para jugar las siguientes cinco en el Aston Villa F. C.

## Selección nacional
El 19 de mayo de 2022 fue convocado por primera vez con la selección absoluta de Francia para disputar cuatro partidos de la Liga de Naciones de la UEFA en el mes de junio. Su debut se produjo el día 6 ante Croacia en un partido que terminó con el resultado de 1-1.

## Estadísticas

### Clubes
| Club                             | Div.          | Temporada     | Liga nacional | Liga nacional | Copas nacionales | Copas nacionales | Torneos internacionales | Torneos internacionales | Total | Total | Media goleadora |
| Club                             | Div.          | Temporada     | Part.         | Goles         | Part.            | Goles            | Part.                   | Goles                   | Part. | Goles | Media goleadora |
| -------------------------------- | ------------- | ------------- | ------------- | ------------- | ---------------- | ---------------- | ----------------------- | ----------------------- | ----- | ----- | --------------- |
| Olympique de Marsella II Francia | 4.ª           | 2015-16       | 8             | 0             | —                | —                | —                       | —                       | 8     | 0     | 0               |
| Olympique de Marsella II Francia | 4.ª           | 2016-17       | 15            | 0             | —                | —                | —                       | —                       | 15    | 0     | 0               |
| Olympique de Marsella II Francia | 4.ª           | 2017-18       | 4             | 0             | —                | —                | —                       | —                       | 4     | 0     | 0               |
| Olympique de Marsella II Francia | 4.ª           | 2018-19       | 1             | 0             | —                | —                | —                       | —                       | 1     | 0     | 0               |
| Olympique de Marsella II Francia | Total club    | Total club    | 28            | 0             | 0                | 0                | 0                       | 0                       | 28    | 0     | 0               |
| Olympique de Marsella Francia    | 1.ª           | 2016-17       | 0             | 0             | 1                | 0                | 0                       | 0                       | 1     | 0     | 0               |
| Olympique de Marsella Francia    | 1.ª           | 2017-18       | 6             | 0             | 2                | 0                | 6                       | 0                       | 14    | 0     | 0               |
| Olympique de Marsella Francia    | 1.ª           | 2018-19       | 31            | 1             | 0                | 0                | 5                       | 0                       | 36    | 1     | 0.03            |
| Olympique de Marsella Francia    | 1.ª           | 2019-20       | 24            | 1             | 4                | 1                | —                       | —                       | 28    | 2     | 0.07            |
| Olympique de Marsella Francia    | 1.ª           | 2020-21       | 35            | 0             | 3                | 0                | 5                       | 0                       | 43    | 0     | 0               |
| Olympique de Marsella Francia    | 1.ª           | 2021-22       | 34            | 1             | 2                | 0                | 12                      | 0                       | 48    | 1     | 0.02            |
| Olympique de Marsella Francia    | Total club    | Total club    | 130           | 3             | 12               | 1                | 28                      | 0                       | 170   | 4     | 0.02            |
| Aston Villa F. C. Inglaterra     | 1.ª           | 2022-23       | 24            | 0             | 2                | 0                | ―                       | ―                       | 26    | 0     | 0               |
| Aston Villa F. C. Inglaterra     | 1.ª           | 2023-24       | 20            | 0             | 4                | 1                | 6                       | 0                       | 30    | 1     | 0.03            |
| Aston Villa F. C. Inglaterra     | 1.ª           | 2024-25       | 26            | 1             | 5                | 0                | 10                      | 0                       | 41    | 1     | 0.02            |
| Aston Villa F. C. Inglaterra     | Total club    | Total club    | 70            | 1             | 11               | 1                | 16                      | 0                       | 97    | 2     | 0.02            |
| Total carrera                    | Total carrera | Total carrera | 228           | 4             | 23               | 2                | 44                      | 0                       | 295   | 6     | 0.02            |
| 1. 2.                            |               |               |               |               |                  |                  |                         |                         |       |       |                 |

## Vida privada
Es de origen senegalés.